# JWP認定後楽園タッグ王座
JWP認定後楽園タッグ王座（ジェー・ダブリュー・ピーにんていこうらくえんタッグおうざ）は、JWP女子プロレスが管理、認定していた王座。

## 歴史
1996年、後楽園ホール限定でタイトルマッチが行われる王座として創設。4月21日、JWP女子プロレス後楽園ホール大会で行われた初代王座決定トーナメントに優勝した久住智子&宮崎有妃組が初代王者になった。
1998年、封印。

## 歴代王者
| 歴代  | タッグチーム        | 防衛回数 | 獲得日付      | 獲得場所 （対戦相手・その他）                                            |
| ----- | ------------------- | -------- | ------------- | ------------------------------------------------------------------------ |
| 初代  | 久住智子&宮崎有妃   | 2        | 1996年4月21日 | 後楽園ホール 天野理恵子&宮口知子 1997年2月28日に宮崎有妃が引退のため返上 |
| 第2代 | 久住智子&本谷香名子 | 0        | 1997年9月20日 | 後楽園ホール 尾崎魔弓&天野理恵子 1998年封印                              |